# Нароус (Вирџинија)
Нароус (енгл. Narrows) град је у америчкој савезној држави Вирџинија. По попису становништва из 2010. у њему је живело 2.029 становника.

## Демографија
Према попису становништва из 2010. у граду је живело 2.029 становника, што је 82 (3,9%) становника мање него 2000. године.
| Група             | 2000.         | 2010.         |
| Белци             | 2.084 (98,7%) | 1.963 (96,7%) |
| Афроамериканци    | 5 (0,2%)      | 14 (0,7%)     |
| Азијати           | 1 (0,0%)      | 7 (0,3%)      |
| Хиспаноамериканци | 9 (0,4%)      | 31 (1,5%)     |
| Укупно            | 2.111         | 2.029         |